# タゲリ
タゲリ（田鳧、田計里、学名：Vanellus vanellus）は、チドリ目チドリ科タゲリ属に分類される鳥類の一種。タゲリ属の模式種。

## 分布

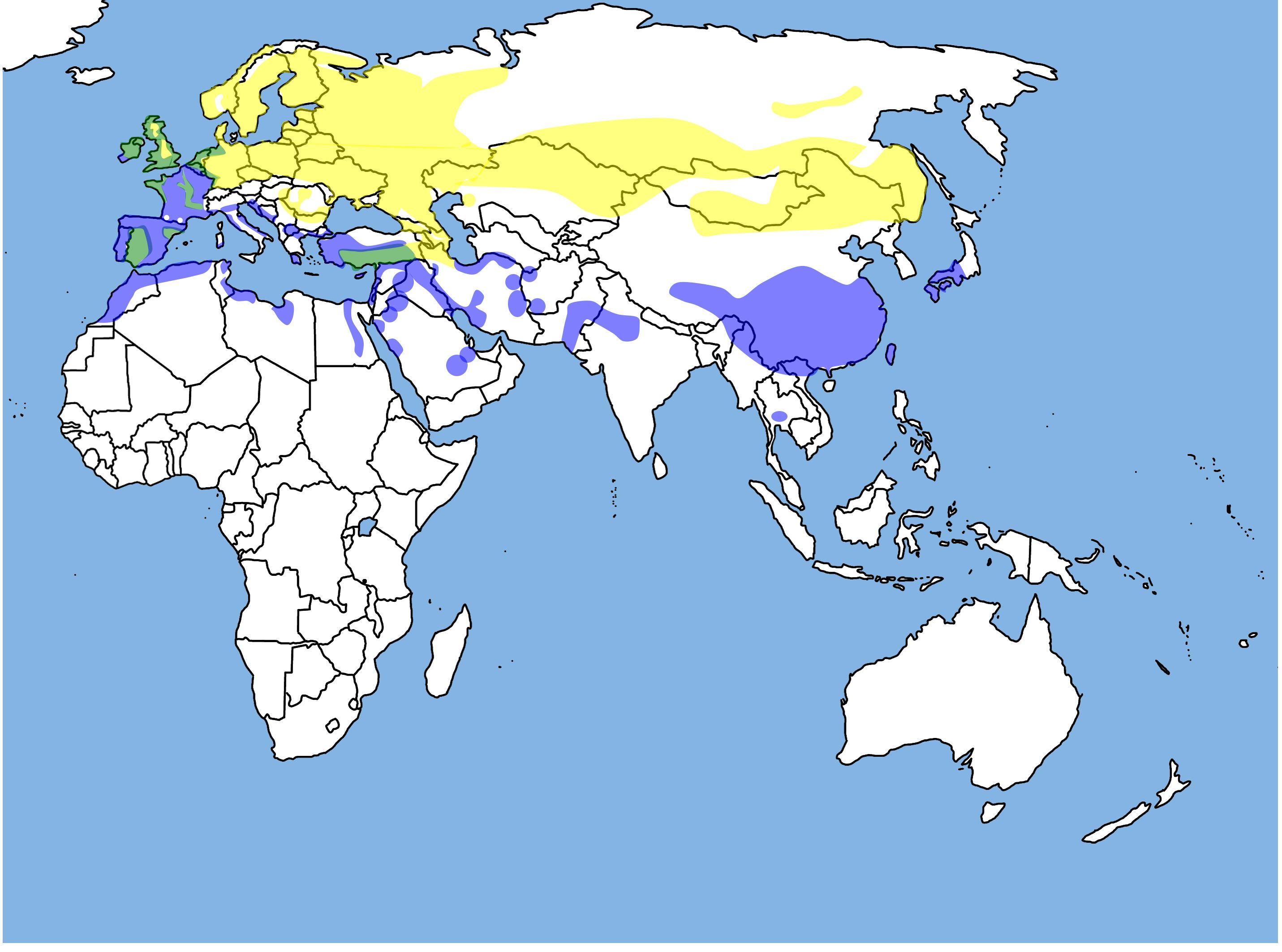
タゲリの分布域
繁殖地
周年生息地
越冬地

夏季にユーラシア大陸の中緯度の広範囲の地域で繁殖し、冬季はアフリカ大陸北部やユーラシア大陸南部等で越冬する。2011年3月27日にモンゴル国から飛来したカラーフラッグの足環（2008年7月31日に装着されたもの）が取り付けられた個体が、日本の石川県加賀市の柴山潟で確認された。
日本には冬季に越冬のため本州に飛来し（冬鳥）、中部地方や関東地方北部で繁殖した記録もある。北海道と東北地方北部では旅鳥。

## 形態
全長が32 cm、翼開長が約72 cm。同属のケリよりもひとまわり小さい。背面は光沢のある暗緑色、腹面は白い羽毛で覆われる。足は赤黒い。
頭部には黒い冠羽が発達する。頸部には黒い首輪状の斑紋が入る。雌雄ほぼ同色。メスは頭部と胸部の黒い部分に褐色を帯びて、オスは夏羽の喉部が黒い。

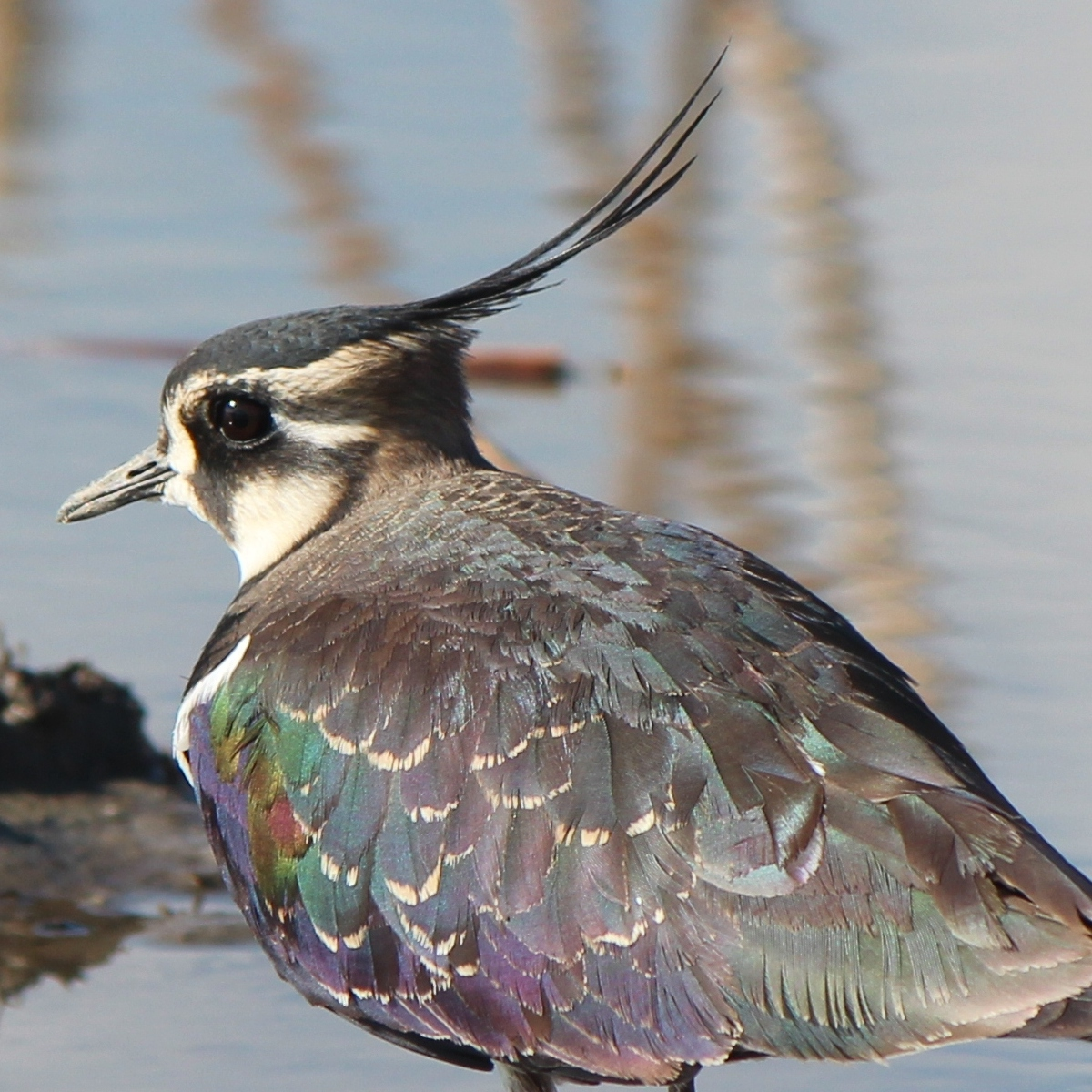
頭部の後ろに冠羽が長く延びる
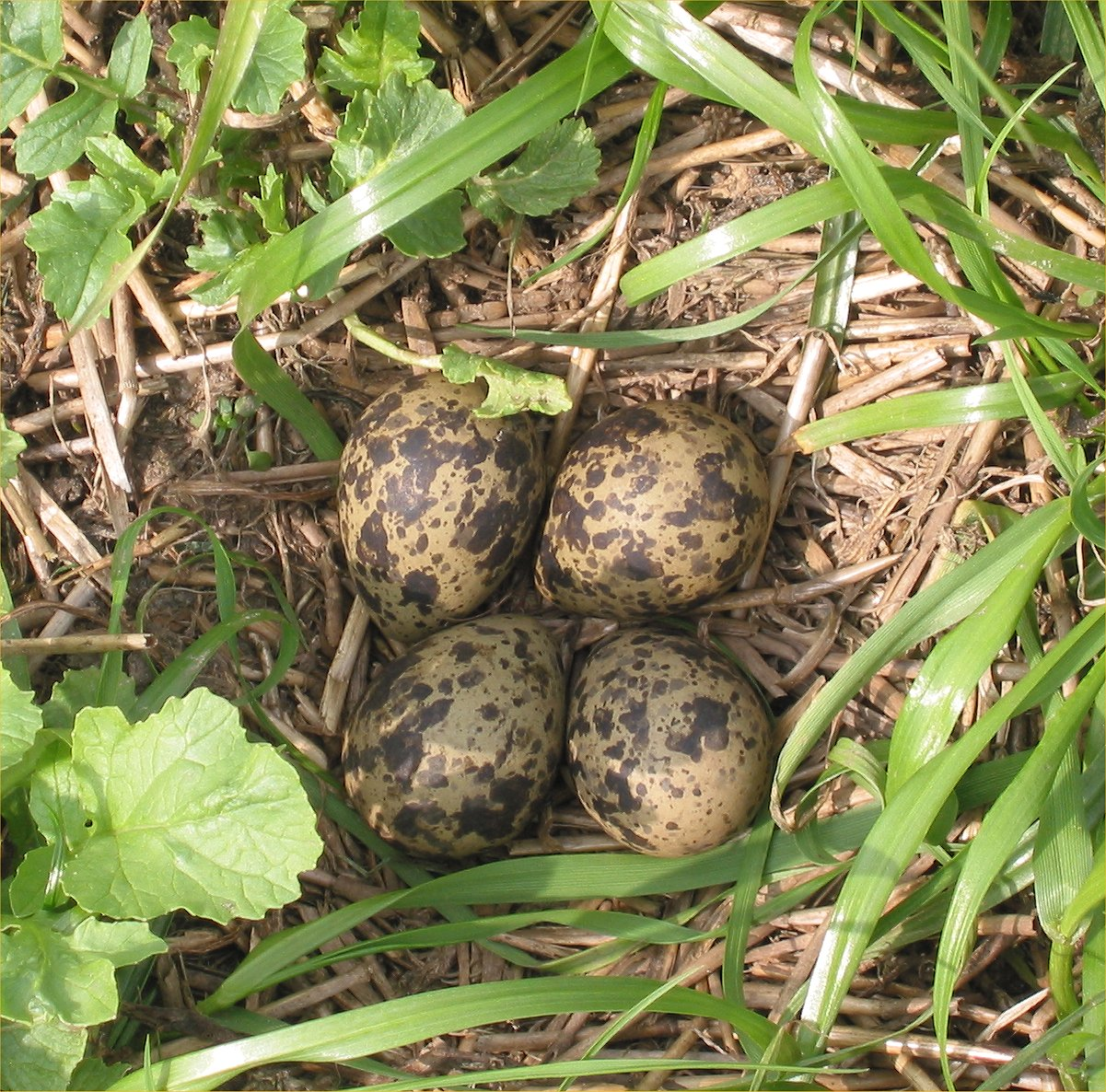
巣と卵
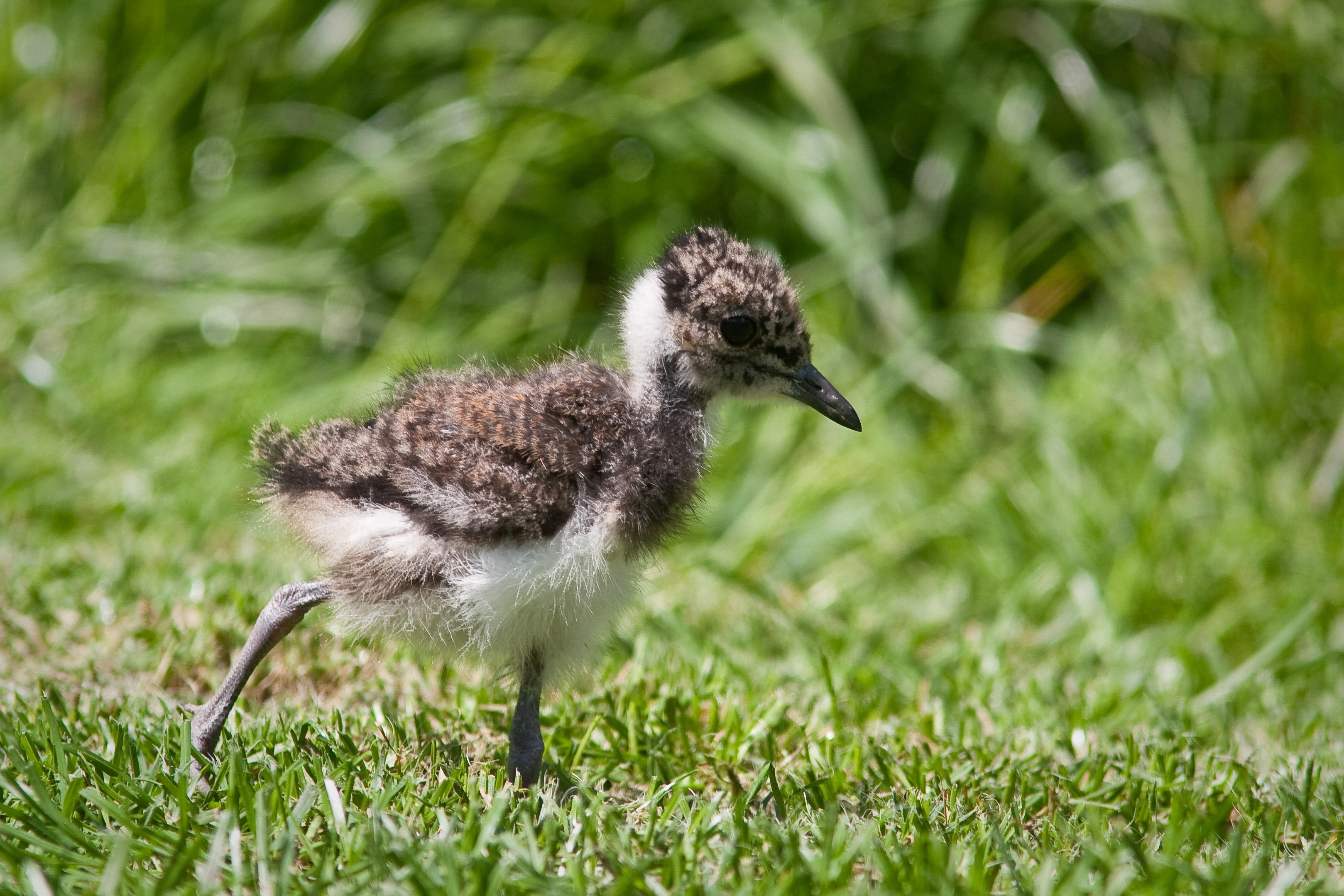
幼鳥

## 生態
河川、湿地、干潟、水田等に生息する。冬季は小規模な群れを形成し生活する。見通しのよい開けた場所におり、警戒心が強い。
食性は動物食で、昆虫類、節足動物、ミミズ等を食べる。足で地面をたたいたり揺するようにして、ミミズなどを地表におびき出して捕食することがある。
繁殖形態は卵生。繁殖期にはペア毎に縄張りを形成するが、緩く集団営巣することもある。地面に窪みを掘り枯草を敷いた巣に、3-7月に1回に4個の卵を産む。主にメスが抱卵し、抱卵期間は25-34日。雛は生後29-42日程で飛翔できるようになり独立する。
「ミュー　ミュー」とネコのような声で鳴く。この鳴き声から、英語で「Pee Wee」という別名がある。飛び立つ時に鳴くことが多い。フワフワとした飛び方をする。

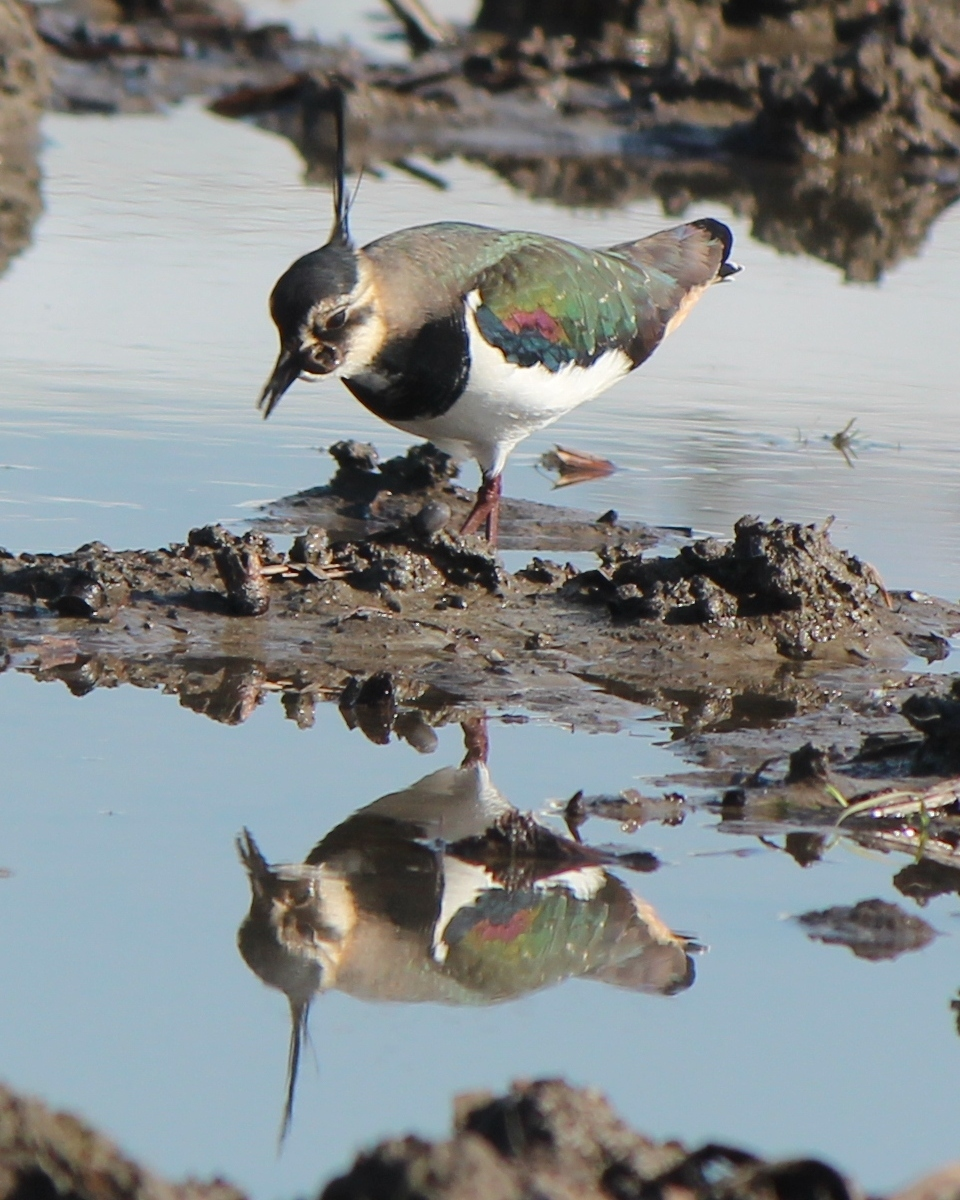
泥地でミミズを捕食するタゲリ
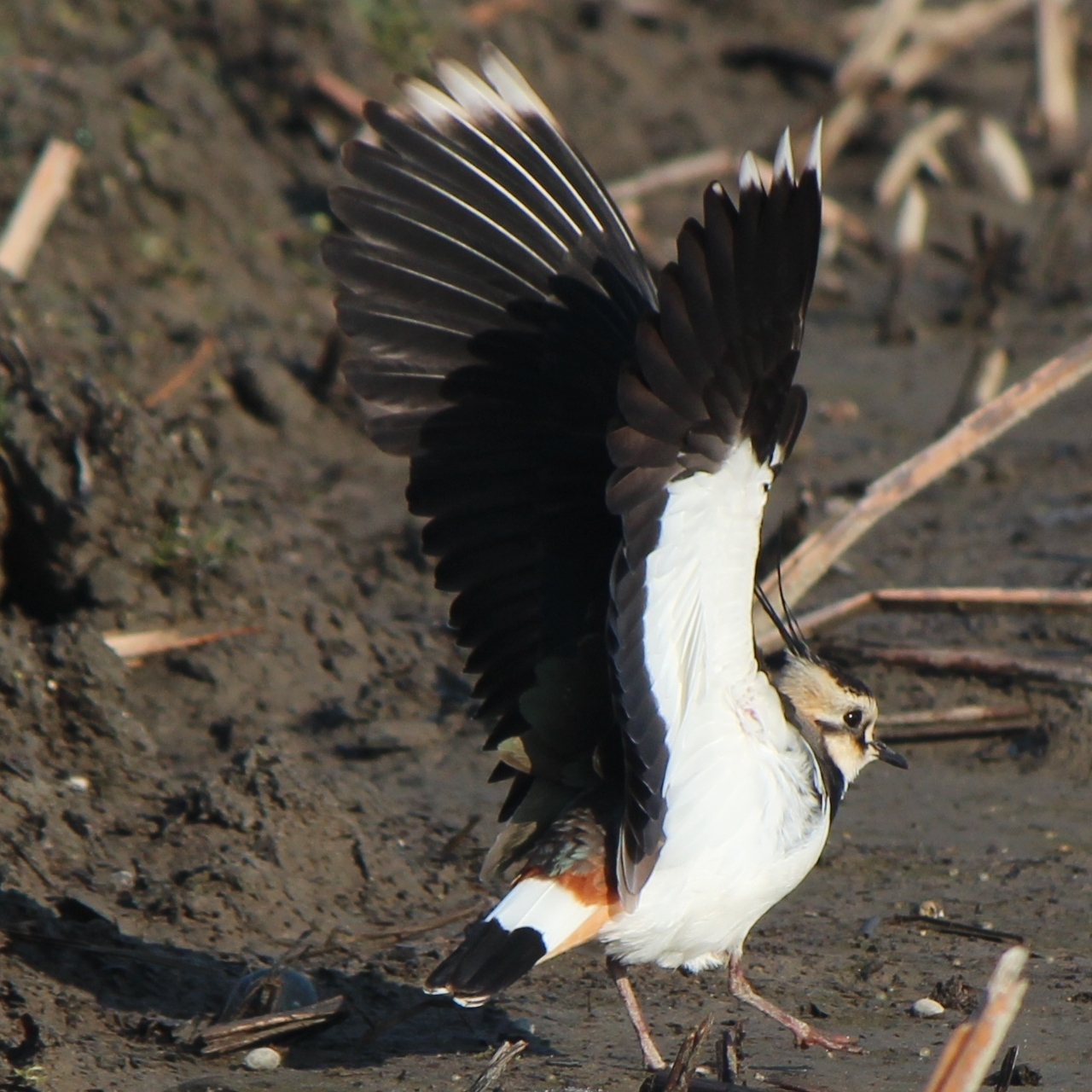
翼をひろげた様子
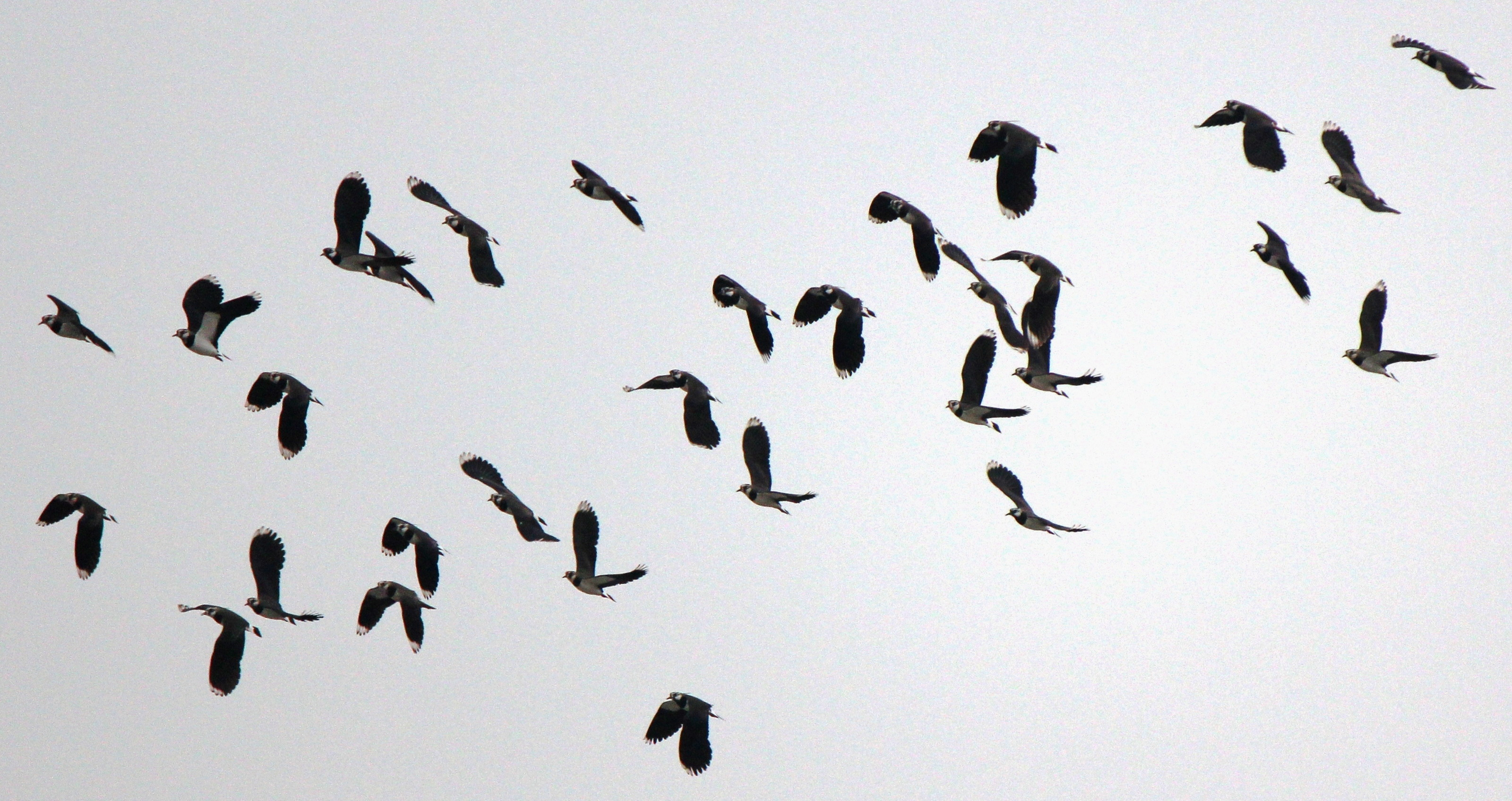
群れとなって水田の上を飛ぶタゲリ
- 鳴きながら飛行するタゲリ（動画）

## 人間との関係
卵も含めて食用とされる。ベルギーやオランダでは、古くから本種の卵を食用としていたが、近年、種の保護のため採取が禁止された。

## 種の保全状況評価
個体数は減少傾向にあり国際自然保護連合（IUCN）により、2004年からレッドリストの軽度懸念（LC）の指定を受けている。
日本では以下の都道府県でレッドリストの指定を受けている。神奈川県茅ヶ崎市西久保ではタゲリの越冬地である田んぼの環境を保全するために、「湘南タゲリ米」というブランドで米を販売している。
- 絶滅危惧II類 - 東京都、神奈川県[11]、三重県[12]、
  - 要保護生物（C） - 千葉県（環境省の絶滅危惧II類相当）[13]
- 準絶滅危惧 - 埼玉県（近年越冬する群れの数が著しく減少している。）[14]、静岡県、大阪府（宅地開発などで生息地が消滅している。）[15]、鳥取県（県北部で越冬する個体数が減少している。）[16]、高知県、福岡県[17]
  - 希少野生生物（Cランク） - 青森県（環境省の準絶滅危惧相当）[18]
  - 希少種 - 滋賀県、奈良県（環境省の準絶滅危惧相当）
- その他
  - 希少 - 福島県
  - 情報不足 - 群馬県[19]

## タゲリ属
タゲリ属（Vanellus Brisson, 1760）は、チドリ目チドリ科の1属。以下の24種に分類されている。日本にはタゲリとケリの2種が分布する。タゲリに形態が似た種は、ナンベイタゲリ（Vanellus  chilensis、英名：Southern Lapwing）である。国際自然保護連合（IUCN）により、多くの種が軽度懸念（LC）の指定を受けている
- Vanellus vanellus (Linnaeus, 1758) - タゲリ
- Vanellus crassirostris (Hartlaub, 1855) - レンカクゲリ
- Vanellus armatus (Burchell, 1822) - シロクロゲリ
- Vanellus spinosus (Linnaeus, 1758) - ツバメゲリ
- Vanellus duvaucelii (Lesson, 1826) - カタグロツバメゲリ
- Vanellus tectus (Boddaert, 1783) - ズグロゲリ
- Vanellus malabaricus (Boddaert, 1783) - キトサカゲリ
- Vanellus albiceps (Gould, 1834) - シロガシラトサカゲリ
- Vanellus lugubris (Lesson, 1826) - シロビタイゲリ
- Vanellus melanopterus (Cretzschmar, 1829) - ハグロゲリ
- Vanellus coronatus (Boddaert, 1783) - オウカンゲリ
- Vanellus senegallus (Linnaeus, 1766) - トサカゲリ
- Vanellus melanocephalus (Rüppell, 1845) - ムナフタゲリ
- Vanellus superciliosus (Reichenow[25], 1866) - チャムネトサカゲリ
- Vanellus cinereus (Blyth, 1842) - ケリ
- Vanellus indicus (Boddaert, 1783) - インドトサカゲリ
- †Vanellus macropterus (Wagler, 1827) - ジャワトサカゲリ、絶滅した種。
- Vanellus tricolor (Vieillot, 1818) - ムナオビトサカゲリ
- Vanellus miles (Boddaert, 1783) - ズグロトサカゲリ
- Vanellus gregarius (Pallas, 1771) - マミジロゲリ
- Vanellus leucurus (Lichtenstein, 1823) - オジロゲリ
- Vanellus cayanus (Latham, 1790) - マダラゲリ
- Vanellus chilensis (Molina, 1782) - ナンベイタゲリ
- Vanellus resplendens (Tschudi, 1843) - アンデスツメバゲリ

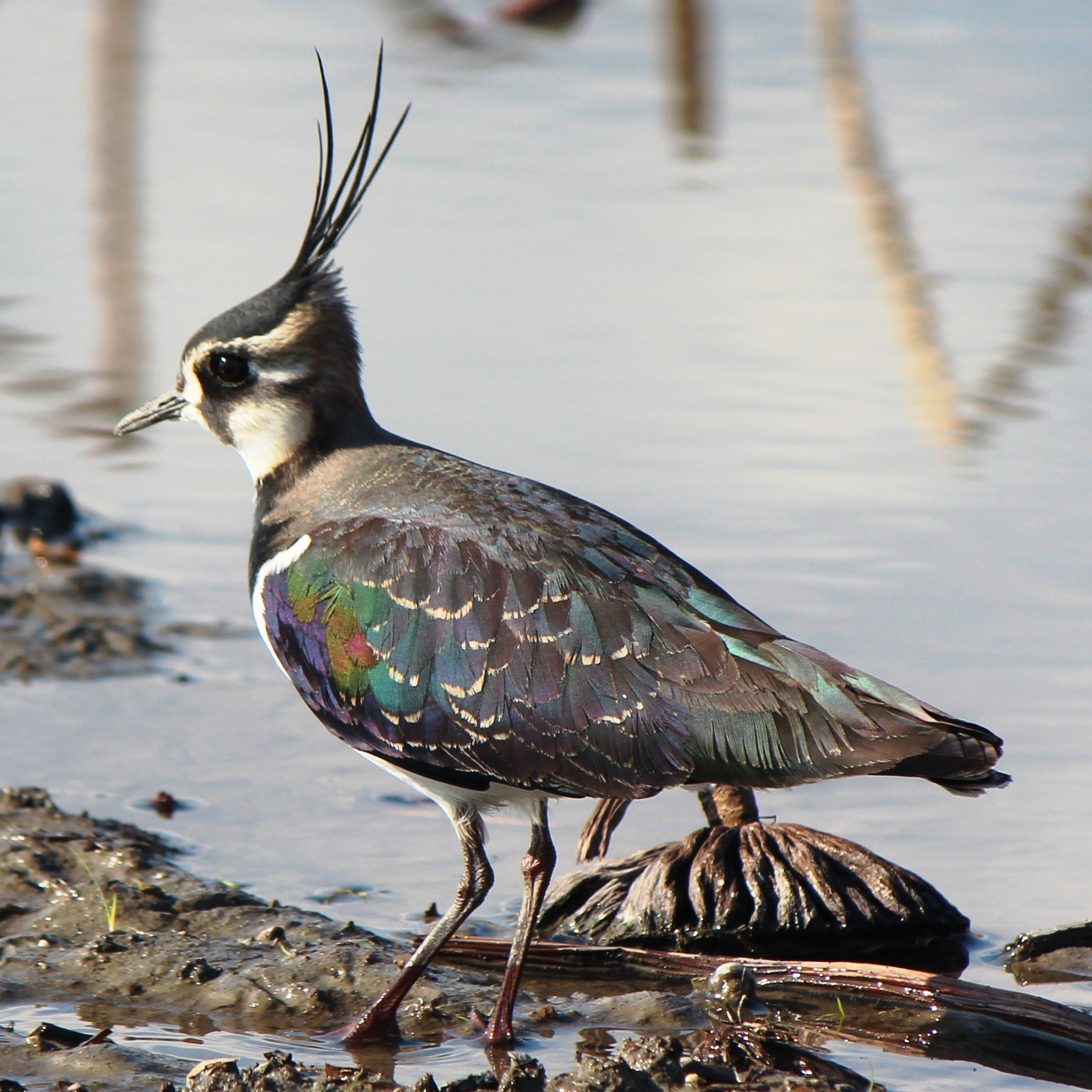
タゲリ V. vanellus
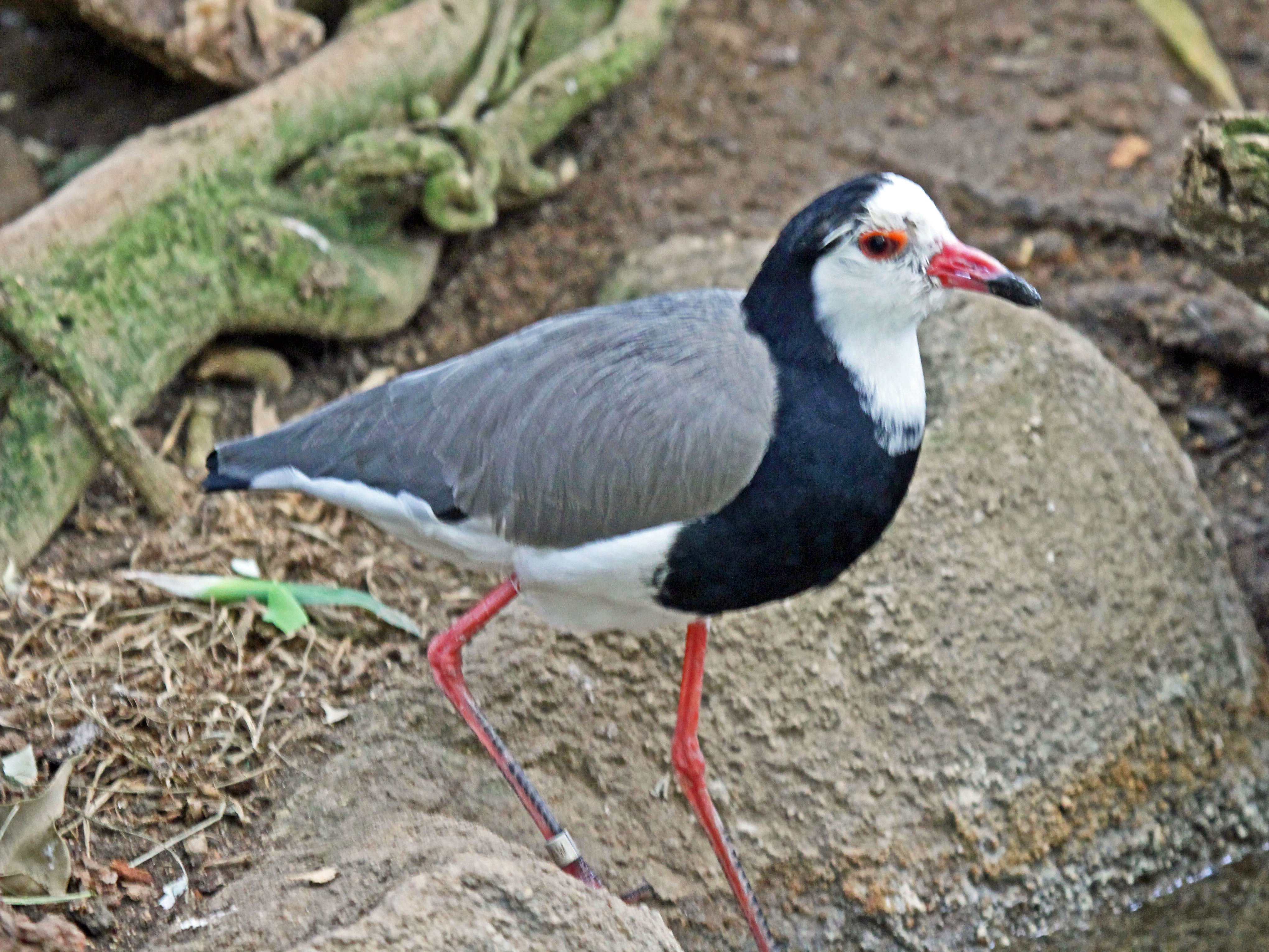
レンカクゲリ V. crassirostris
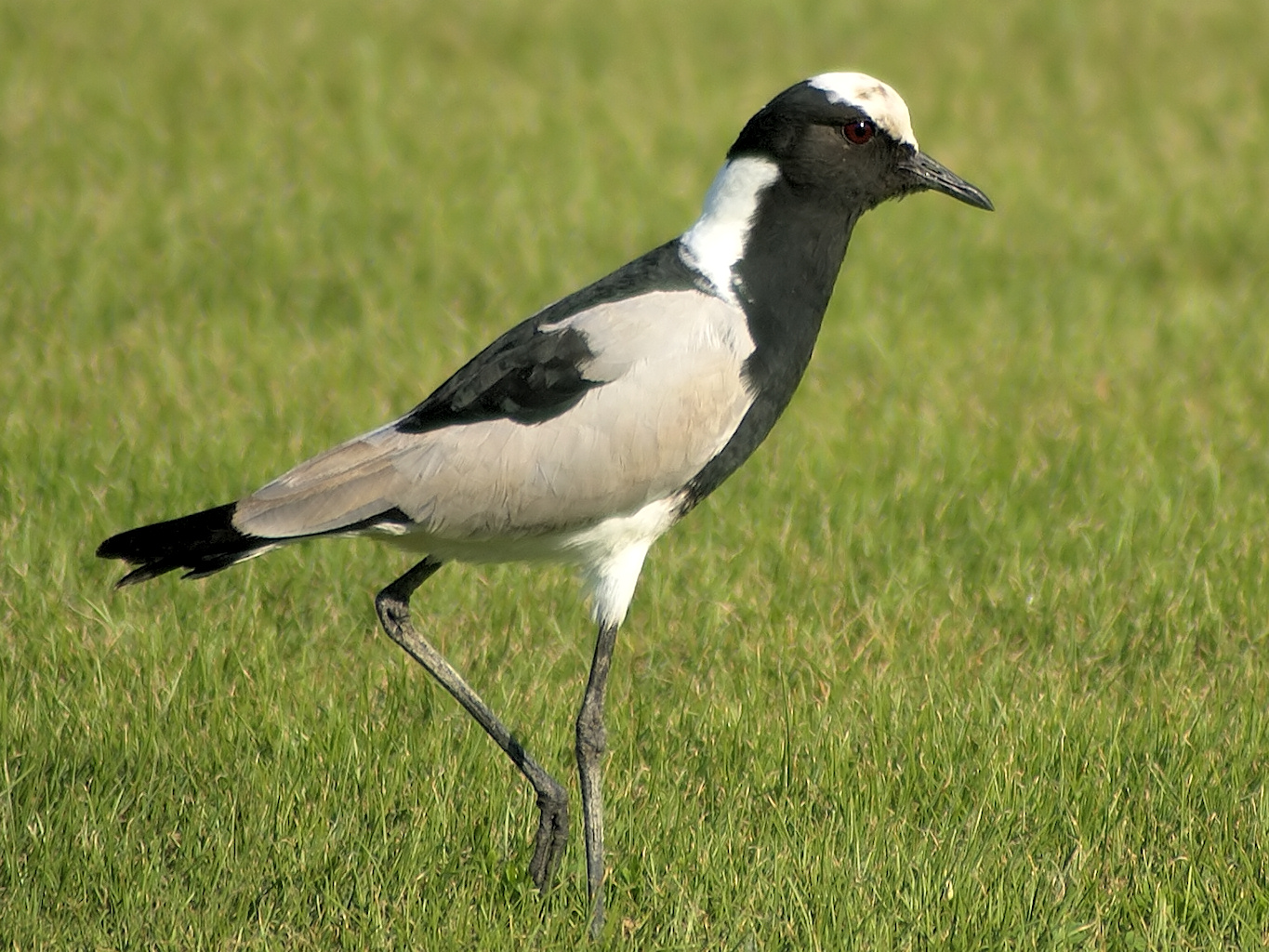
シロクロゲリ V. armatus
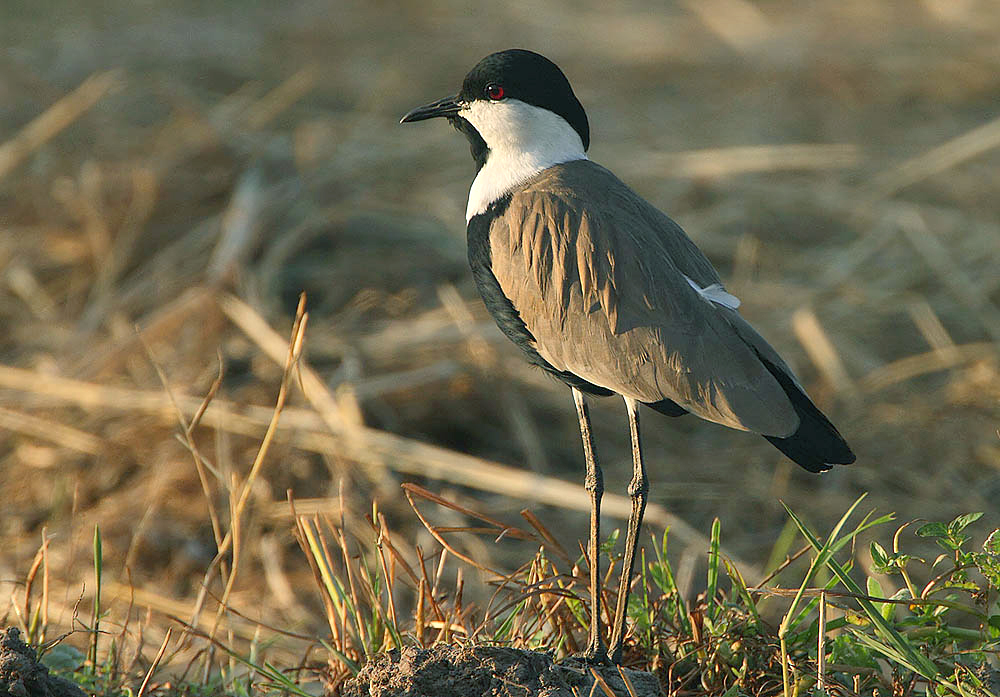
ツバメゲリ V. spinosus
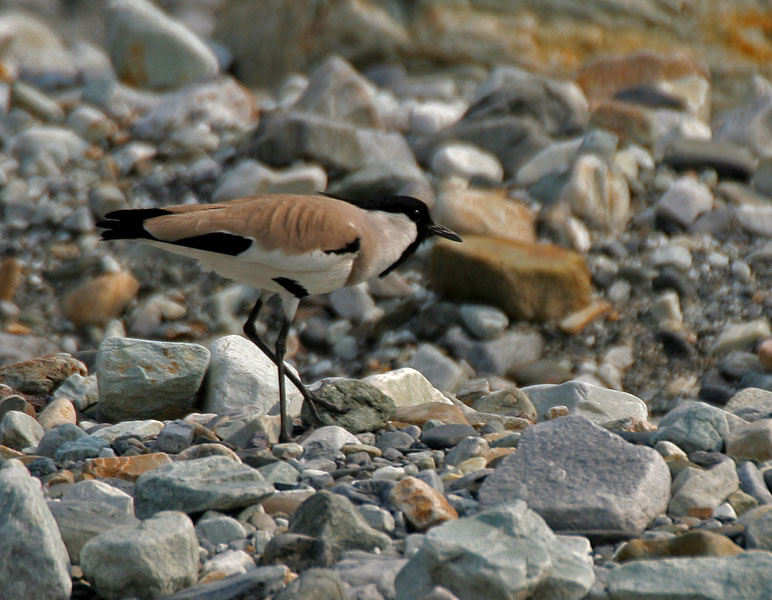
カタグロツバメゲリ V. duvaucelii
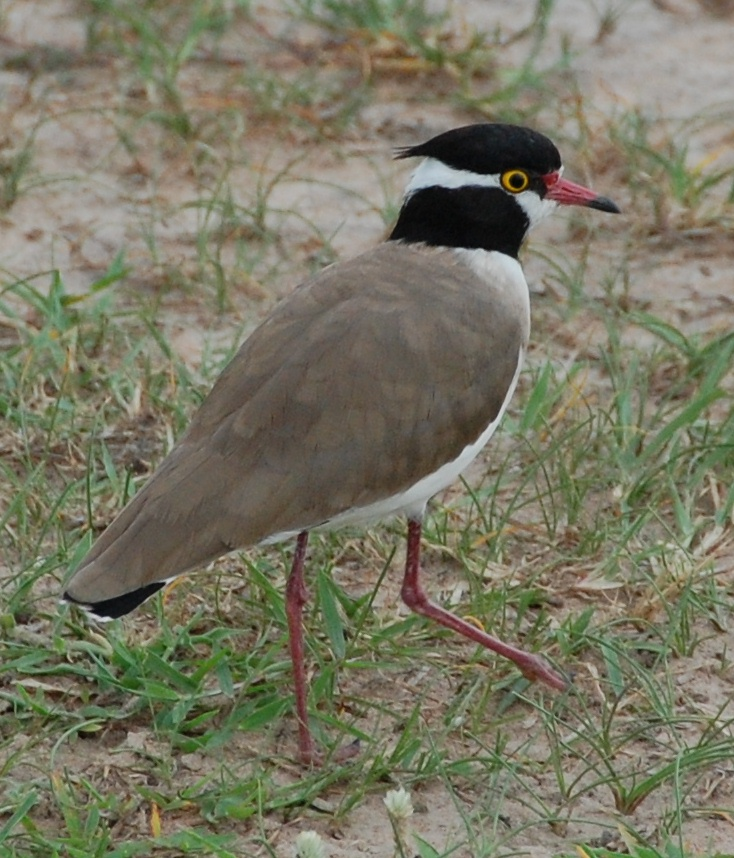
ズグロゲリ V. tectus
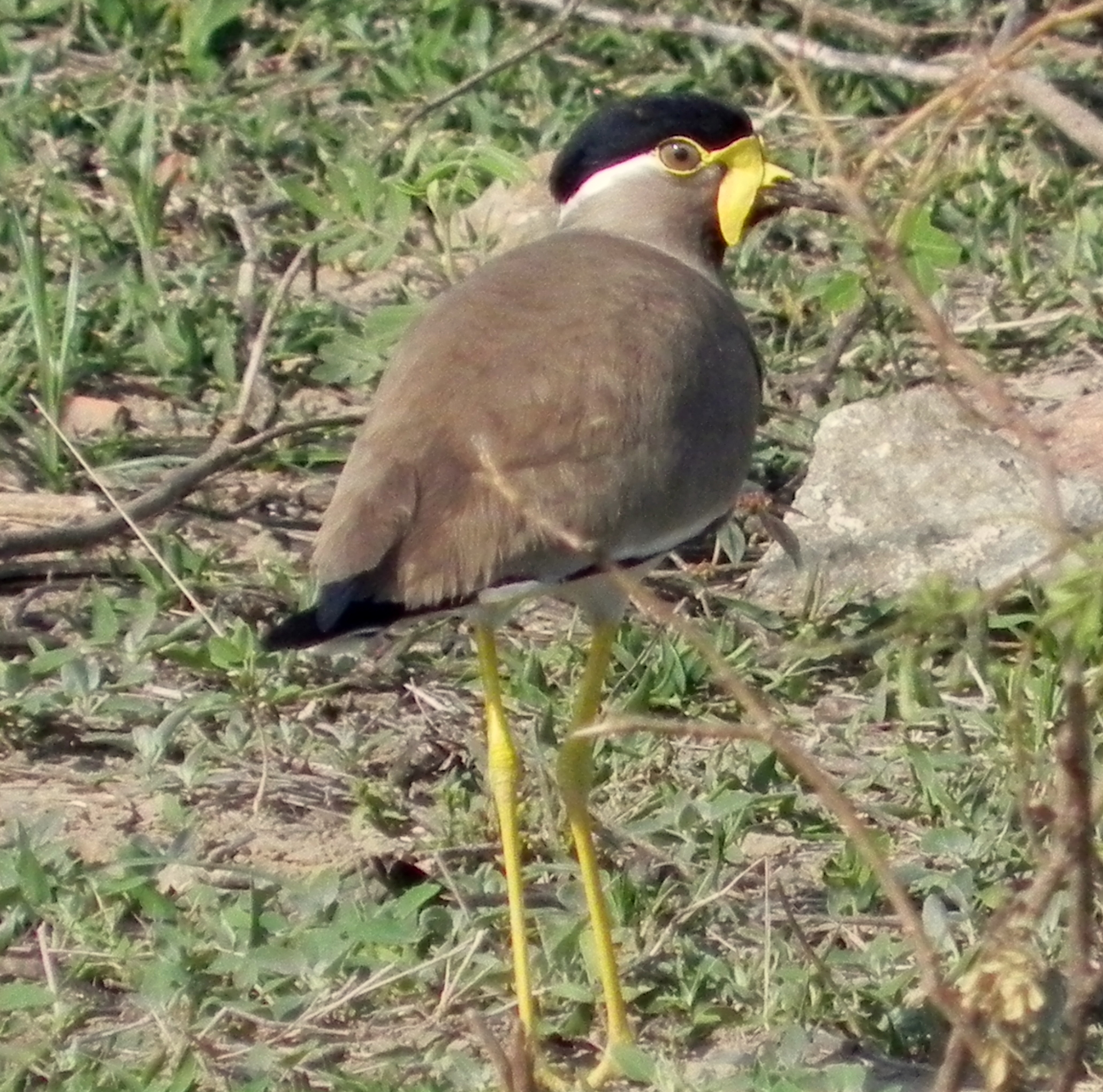
キトサカゲリ V. malabaricus
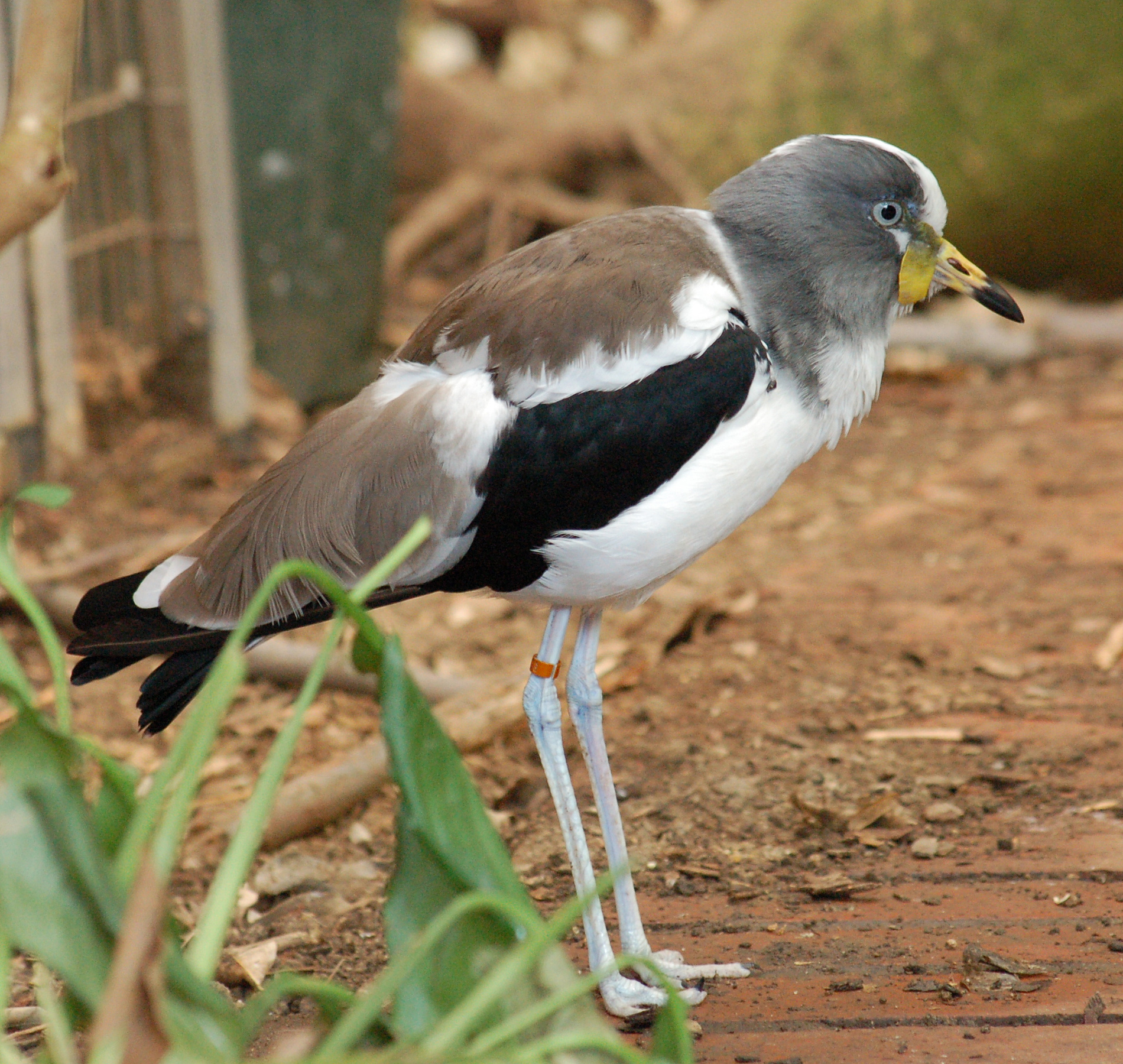
シロガシラトサカゲリ V. albiceps
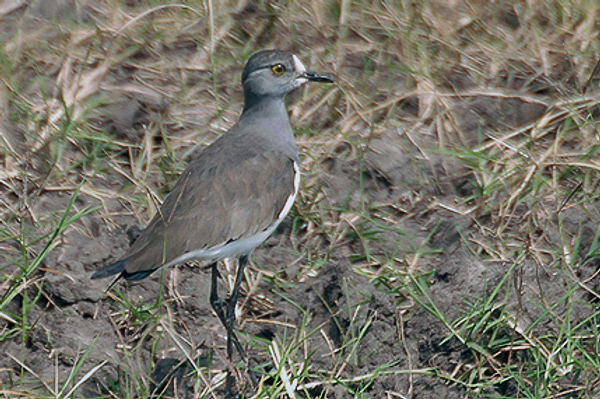
シロビタイゲリ V. lugubris
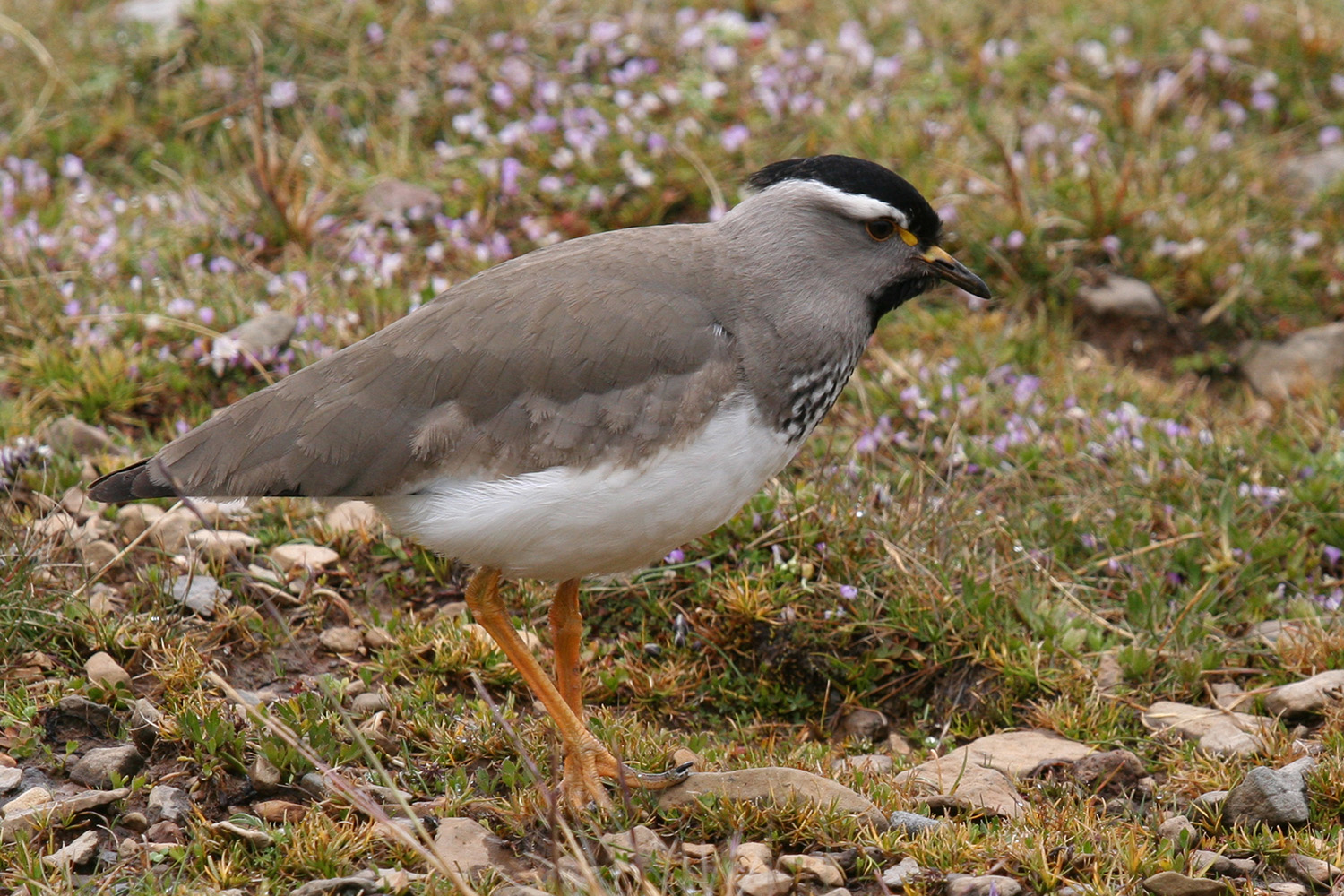
ハグロゲリ V. melanopterus
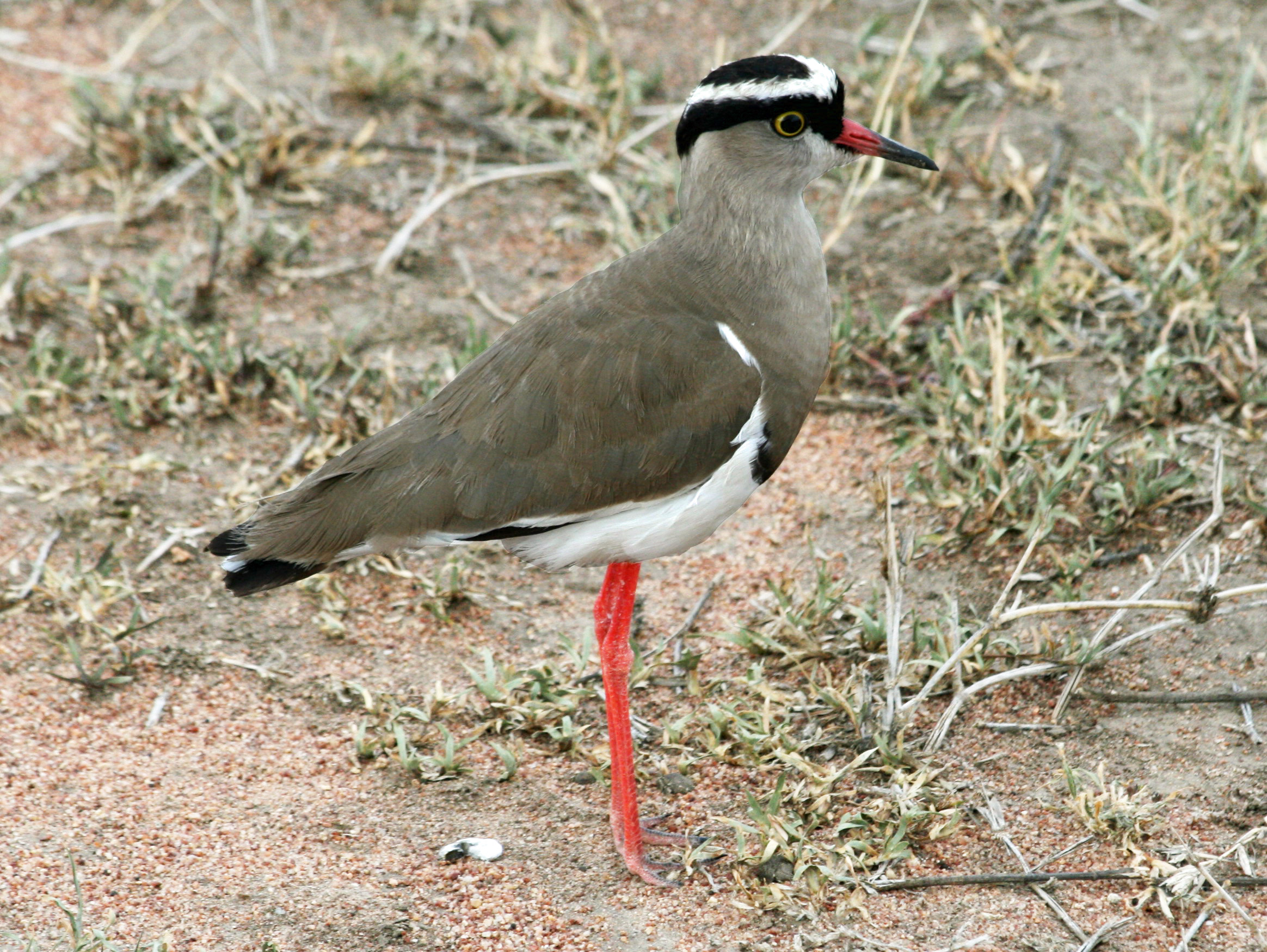
オウカンゲリ V. coronatus
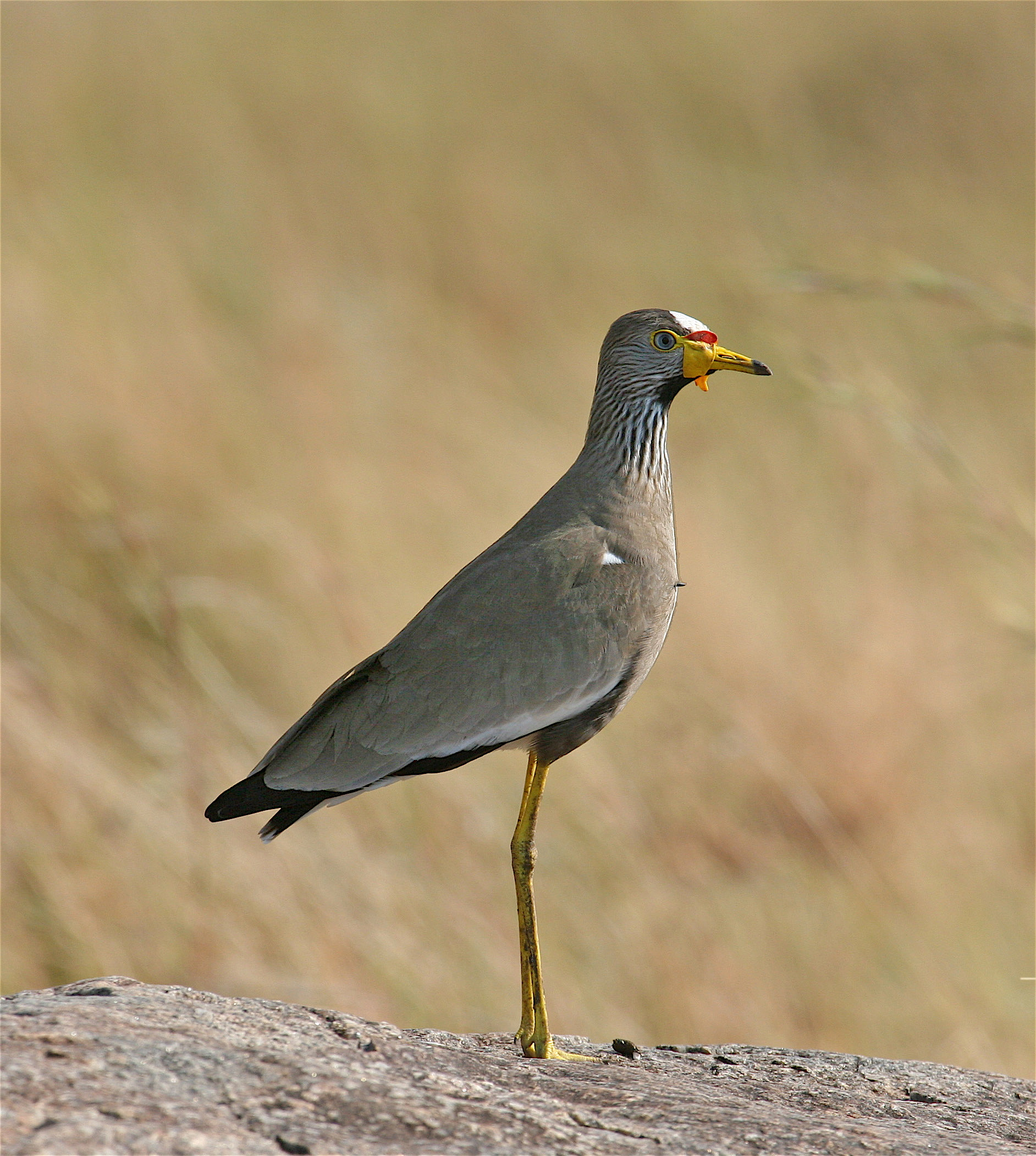
トサカゲリ V. senegallus
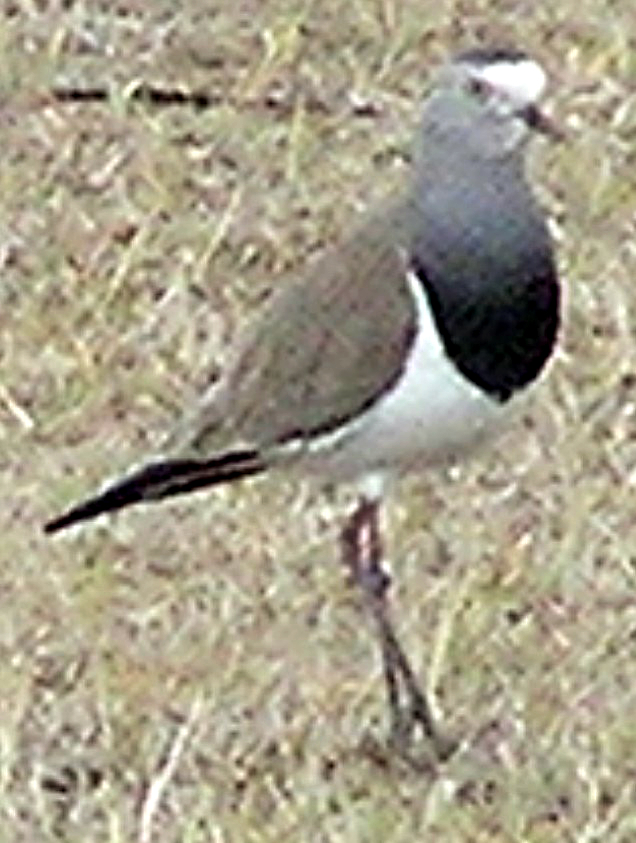
ムナフタゲリ V. melanocephalus
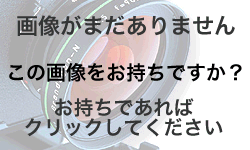
チャムネトサカゲリ V. superciliosus
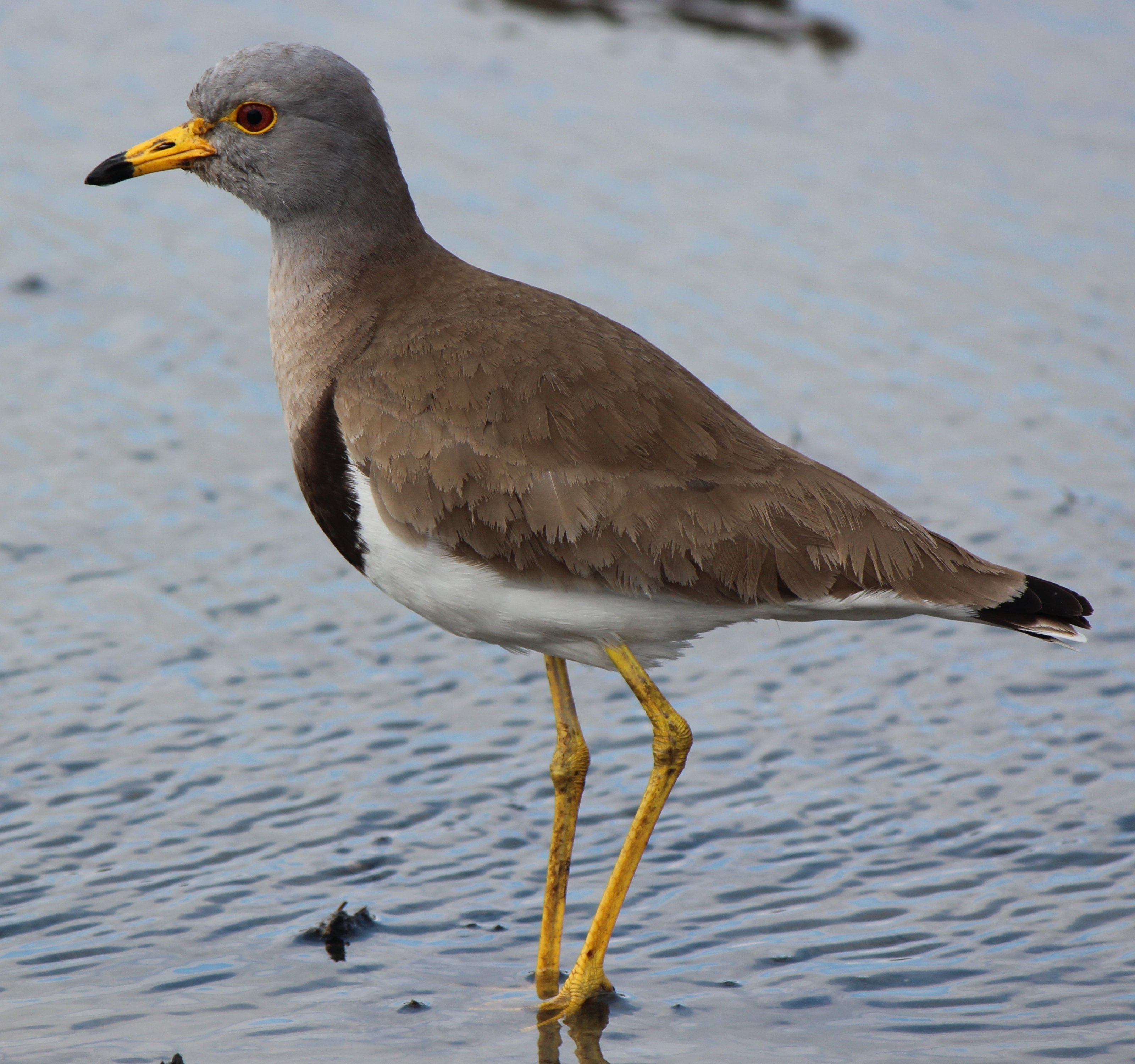
ケリ V. cinereus
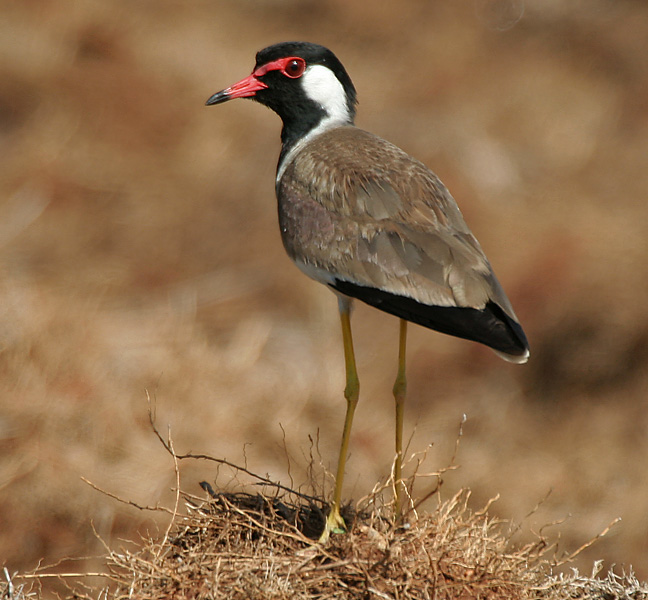
インドトサカゲリ V. indicus
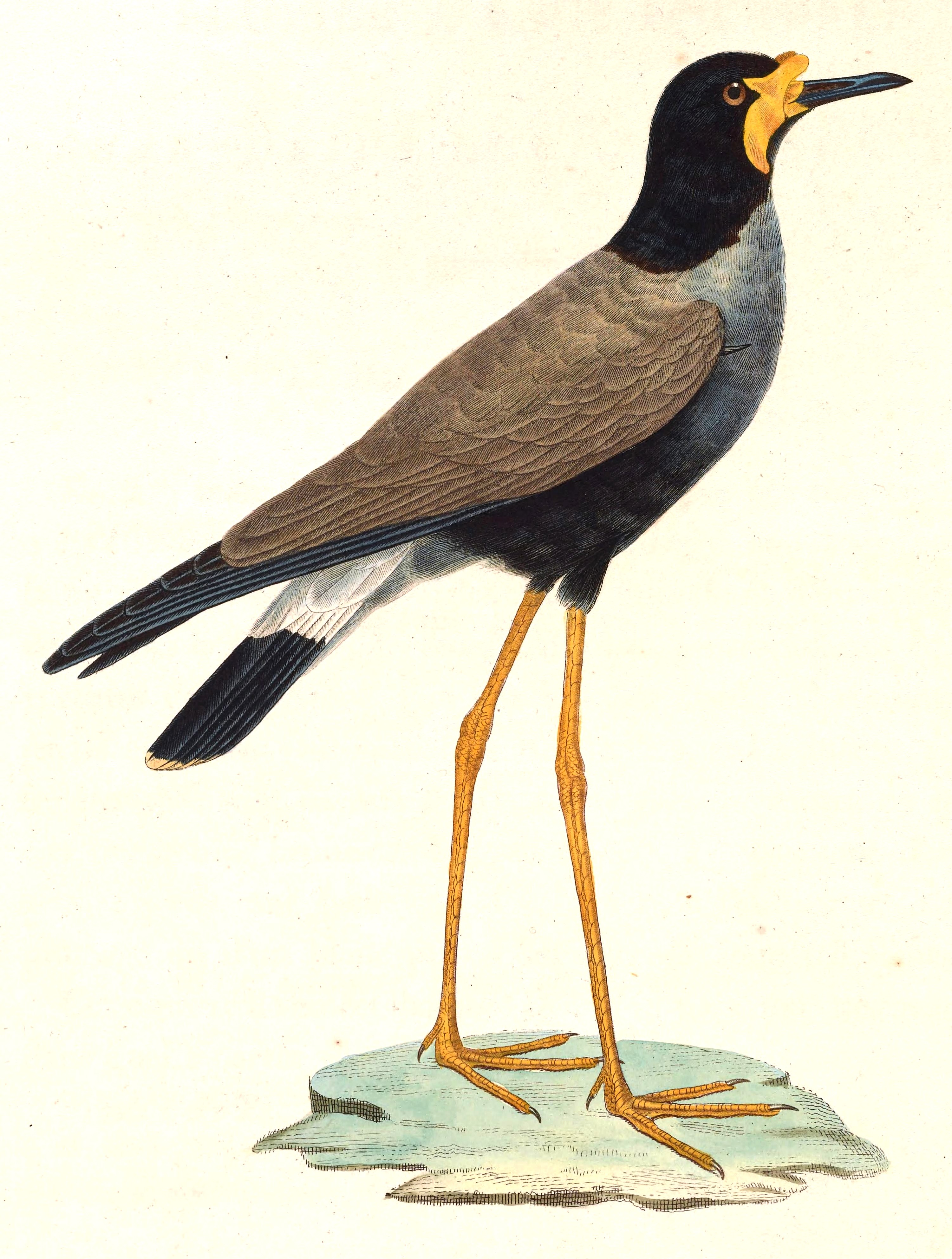
ジャワトサカゲリ †V. macropterus
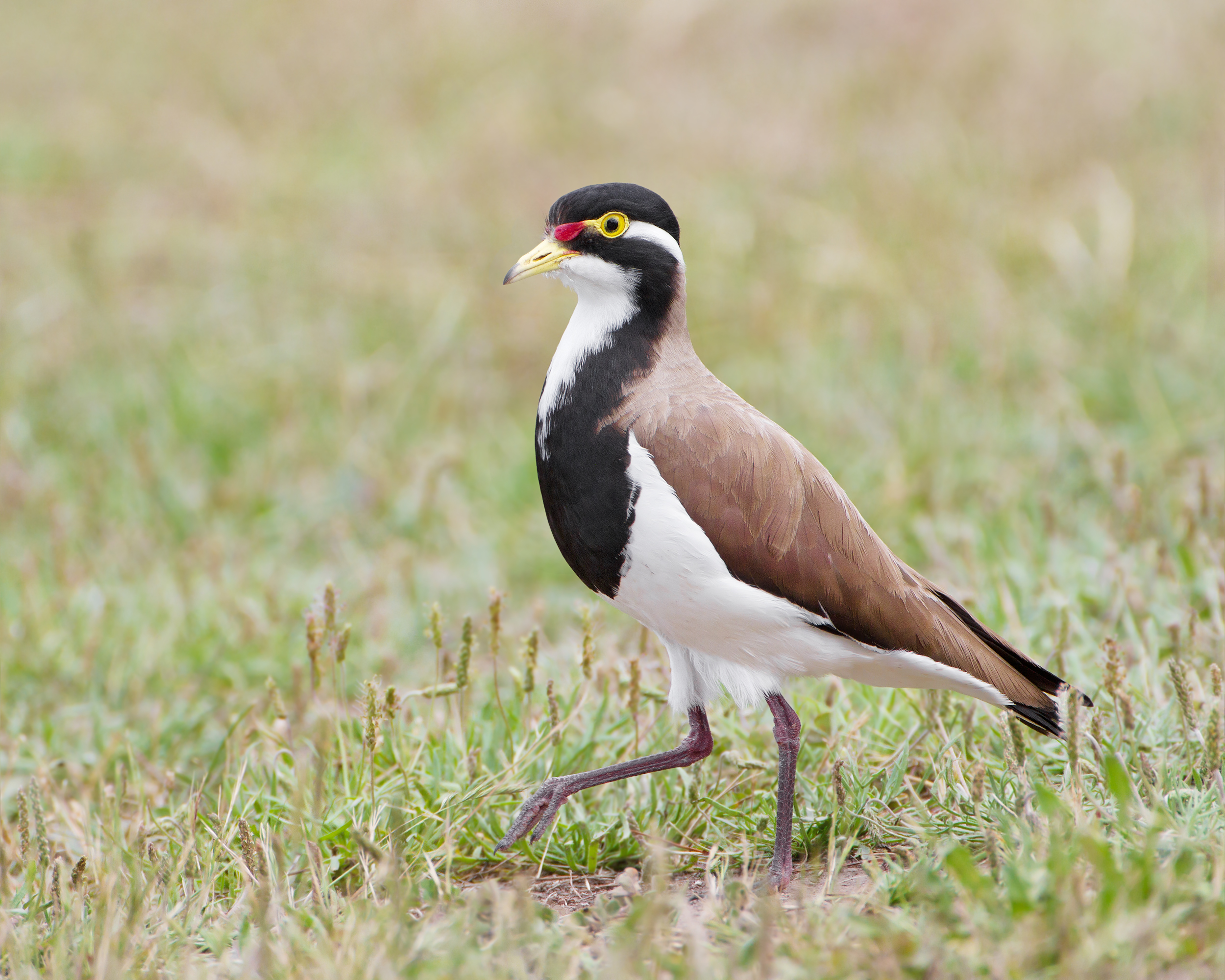
ムナオビトサカゲリ V. tricolor
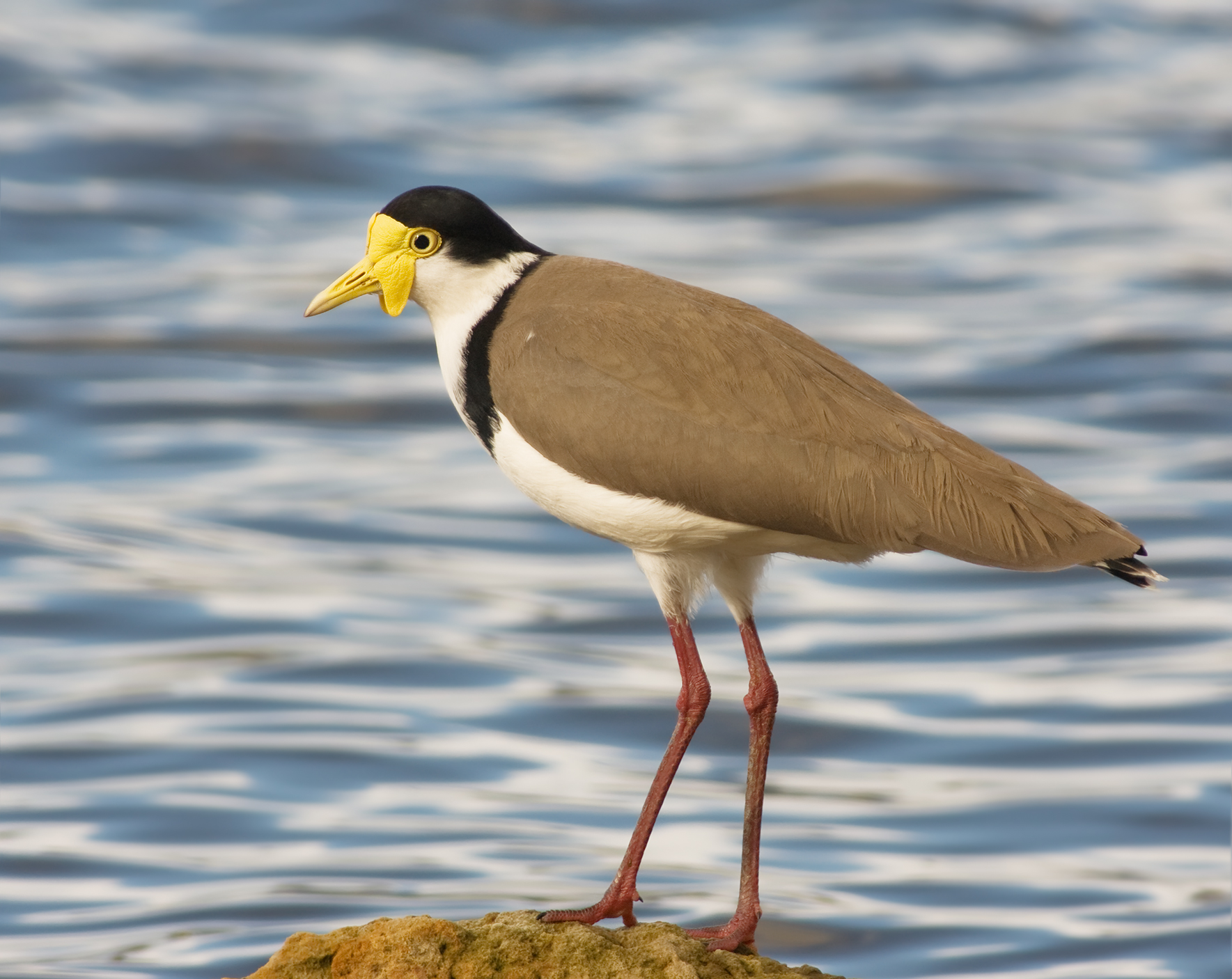
ズグロトサカゲリ V. miles
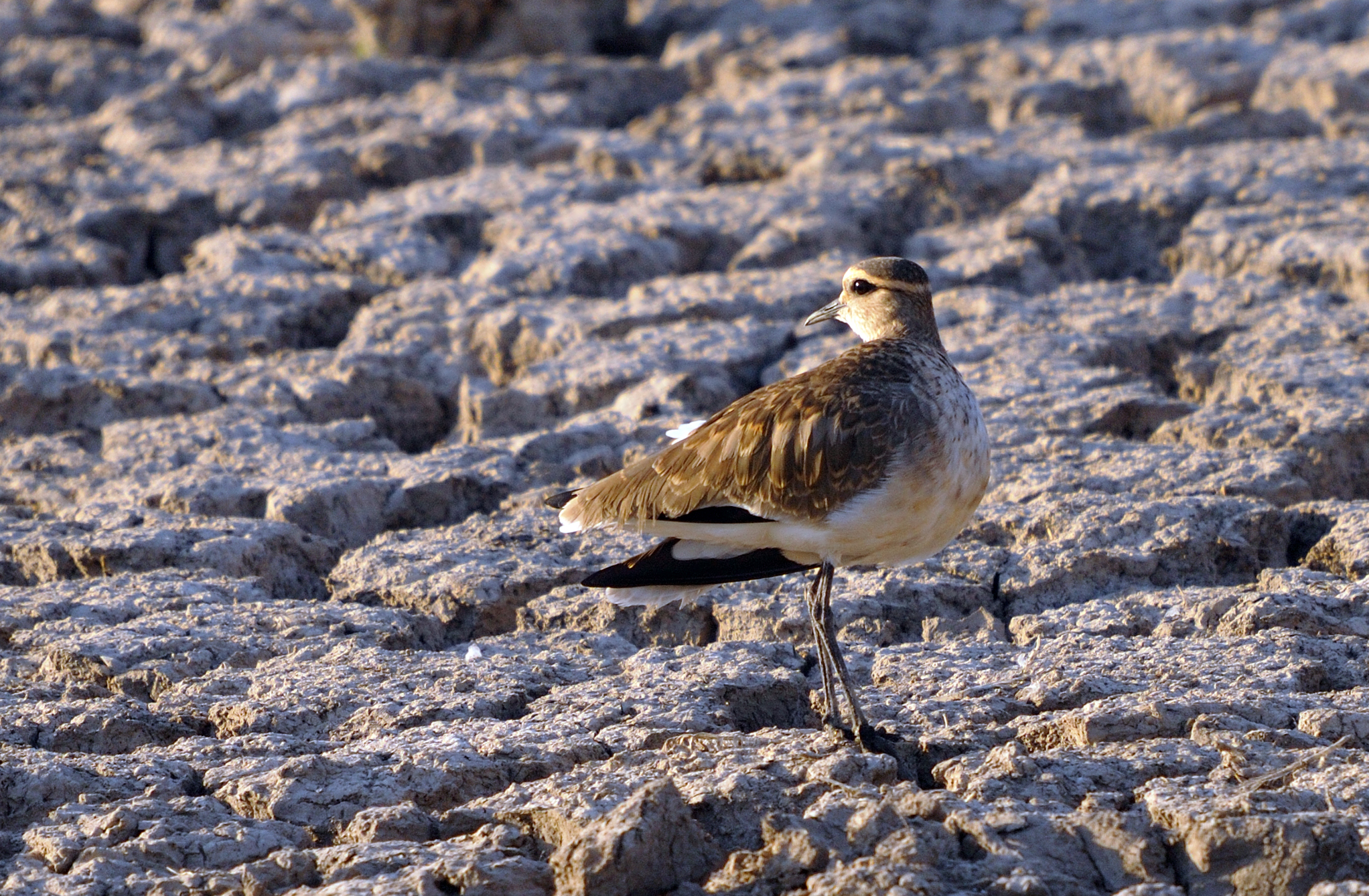
マミジロゲリ V. gregarius
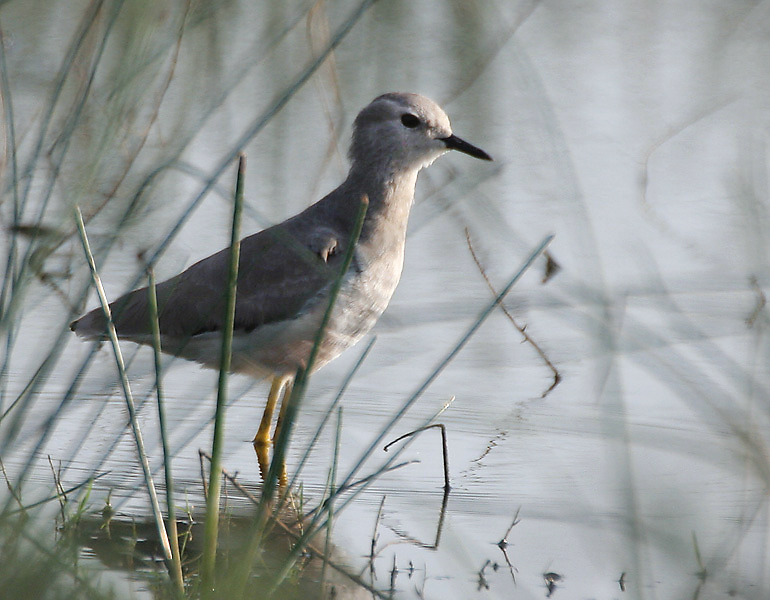
オジロゲリ V. leucurus
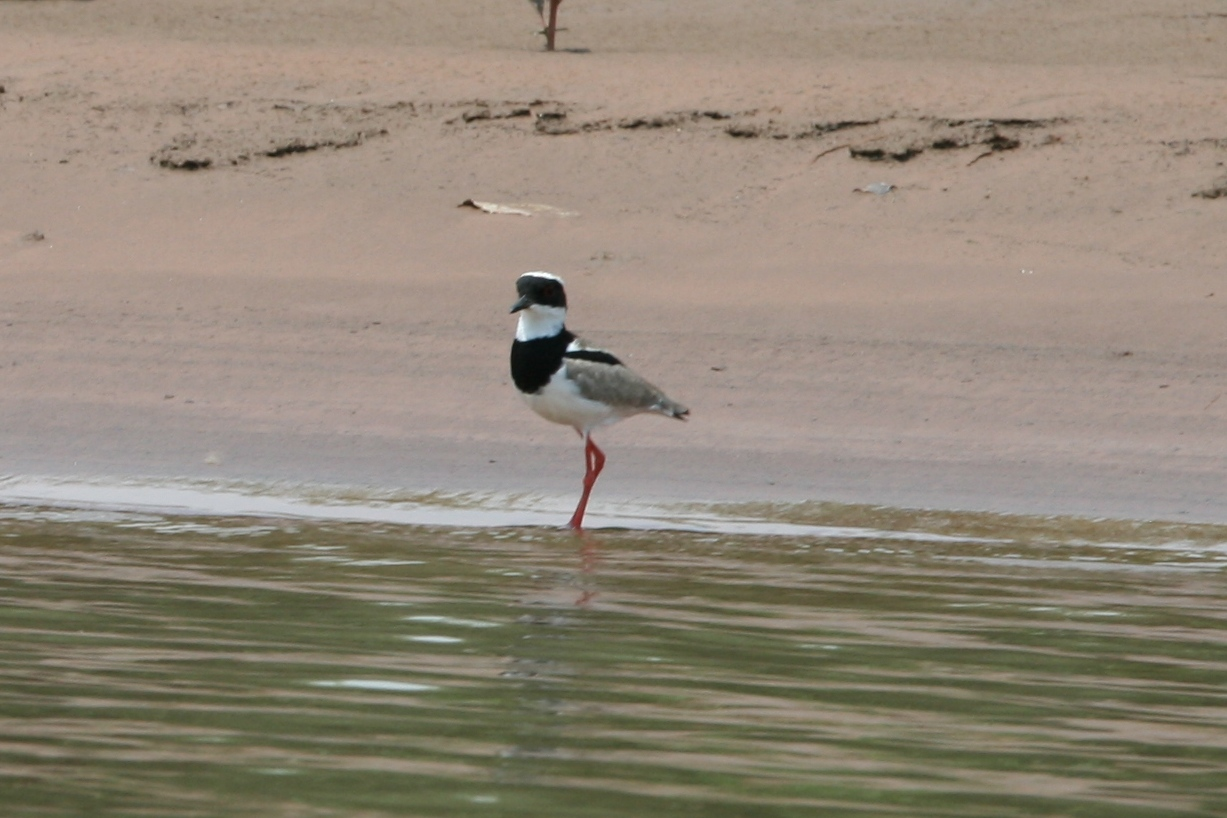
マダラゲリ V. cayanus
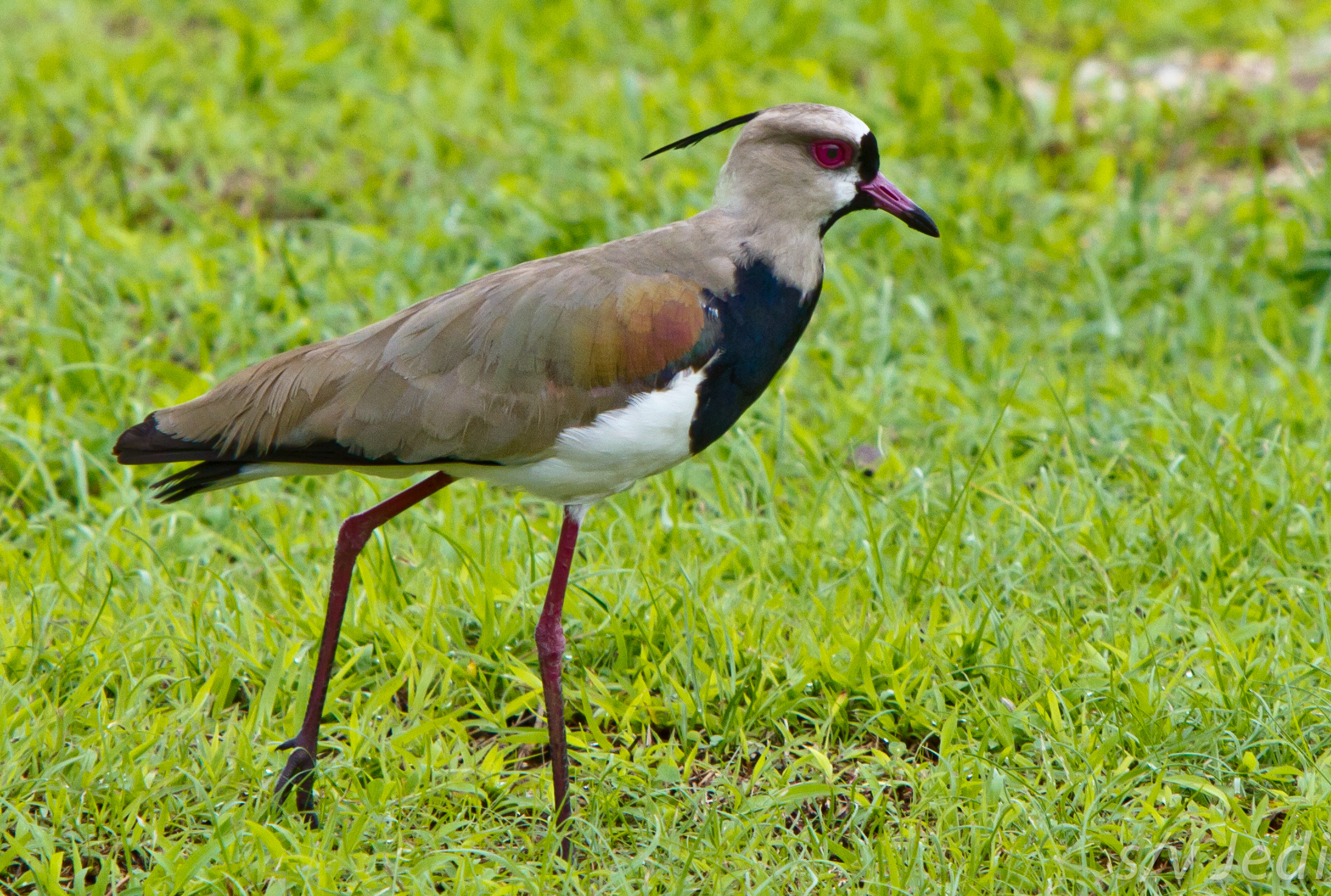
ナンベイタゲリ V. chilensis
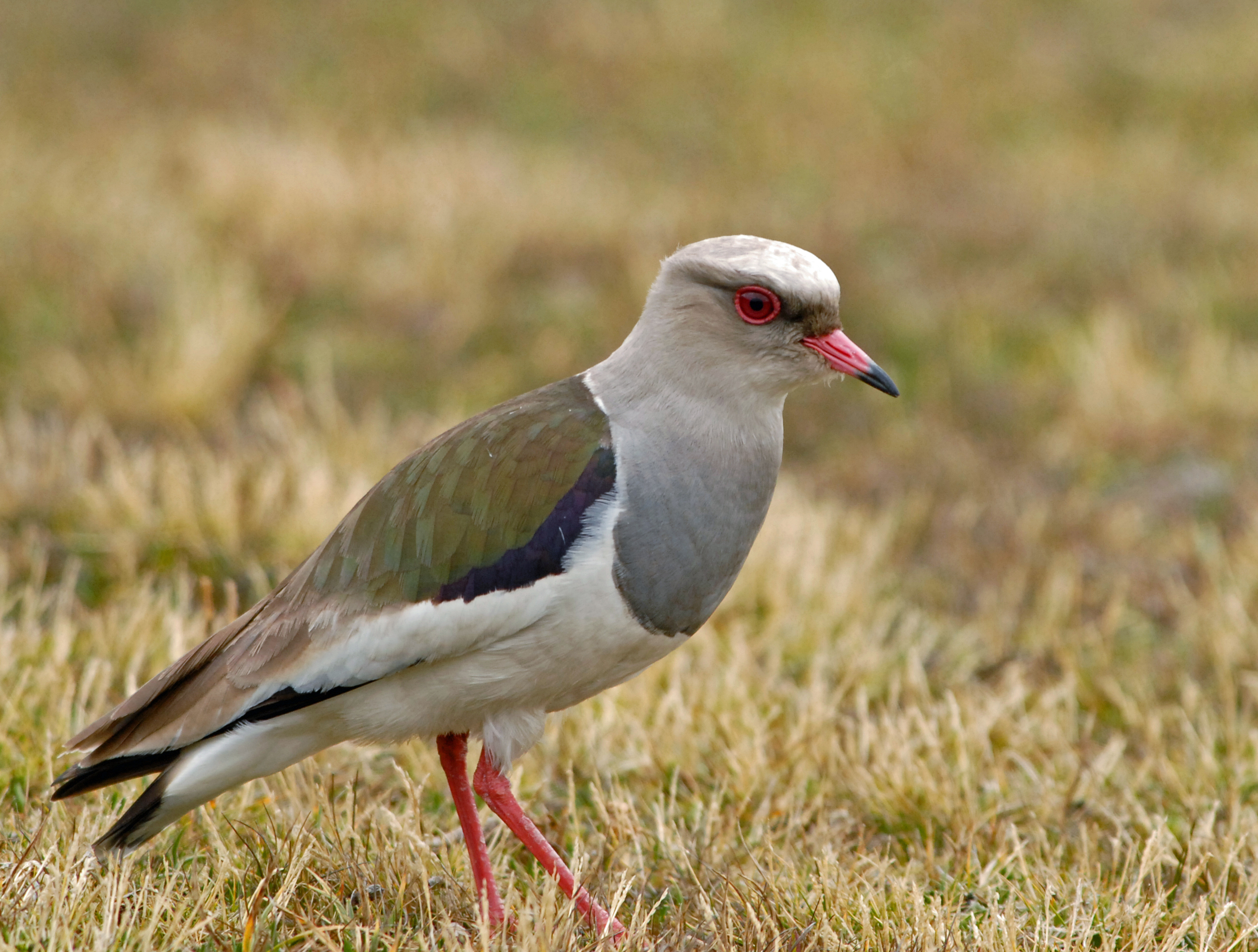
アンデスツメバゲリ V. resplendens

## 関連書籍
- 七尾純、むかいながまさ『タゲリ舞う里に』あかね書房〈あかねノンフィクション13〉、2002年11月。ISBN 4251039130。